# Got Many Tunes
『Got Many Tunes』（ガメニチューンズ）は、RKB毎日放送（RKBラジオ）で放送されている音楽&トーク番組。

## 出演者
- 深町健二郎
- 坂口カンナ

坂口カンナ初のRKBラジオのレギュラー番組である。

## 放送時間
- 土曜日 17:50 - 21:00（JST。2022年4月2日 - ）

ただしRKBエキサイトホークスとの兼ね合いで休止や短縮が生じる場合がある（特にナイトゲームの場合は雨傘番組としても編成せず、完全に休止とする）。
- 金曜日 17:48〜21:00（JST。放送開始 - 2022年3月25日）